# Capsicum macrophyllum
Capsicum macrophyllum är en potatisväxtart som först beskrevs av Alexander von Humboldt och Bonpl., och fick sitt nu gällande namn av Paul Carpenter Standley. Capsicum macrophyllum ingår i släktet spanskpepparsläktet, och familjen potatisväxter. Inga underarter finns listade i Catalogue of Life.